# 山本哲也 (俳優)
山本 哲也（やまもと てつや、 - ）は長野県出身の俳優・タレント。

## 人物
- 小・中学校時代はバレーボール部に所属。
- 地元である長野県を深く愛している。長野県で活躍するローカルタレントの松山三四六のファン。

## 出演

### テレビ
- どーも☆キニナル!（フジテレビ）
- ついていったらこうなった5（フジテレビ） - 詐欺師 役
- 松本清張特別企画・危険な斜面（2000年9月24日、TBS）
- つぐない（2004年6月30日、TBS）
- 桑田佳祐の音楽寅さん 〜MUSIC TIGER〜（フジテレビ）
- シルシルミシル（テレビ朝日）
- AKBINGO!（日本テレビ）
- 実話！デキマックス（フジテレビ）
- すイエんサー（NHK）
- そして、友だち（テレビ朝日）
- 親子弁護士の探偵帖（TBS）
- HTBスペシャルドラマ「大麦畑でつかまえて」（2006年10月9日、HTB） - 観光課・桜伊課長 役
- 歓喜の歌（2008年9月7日、テレビ朝日系列全国ネット・北海道テレビ制作） - 山本雄二 役
- 塀の中の中学校（2010年10月11日、TBS）
- 水戸黄門第43部 第20話「裏切り者は誰だ!? -日光-」（2011年12月5日、TBS） - 秋山忠輔 役

### コマーシャル
- グリコ ポッキー〜学園天国編〜

### 映画
- ガチンコ疾走上等

### 舞台
- 劇団民藝『オットーと呼ばれる日本人』（2024年5月17日 - 26日、紀伊國屋サザンシアター TAKASHIMAYA） - フリッツという名のドイツ人 役[1]
- 劇団民藝『聴衆0の講演会』（2025年9月27日 - 10月6日〈予定〉、紀伊國屋サザンシアター TAKASHIMAYA） - 警察署長 / 参議院議長の声 役[2]